# Punchumu
Punchumu är en ort i Mexiko.   Den ligger i kommunen Tampamolón Corona och delstaten San Luis Potosí, i den centrala delen av landet, 240 km norr om huvudstaden Mexico City. Punchumu ligger 135 meter över havet och antalet invånare är 177.
Terrängen runt Punchumu är kuperad åt nordväst, men åt sydost är den platt. Runt Punchumu är det ganska tätbefolkat, med 58 invånare per kvadratkilometer. Närmaste större samhälle är Tanquián de Escobedo, 19,4 km öster om Punchumu. Omgivningarna runt Punchumu är en mosaik av jordbruksmark och naturlig växtlighet.